# Proppen
Proppen er en lille ø som er en del af arkipelaget Svalbard. Den er placeret imellem Langåra og Rullesteinøya, og er en del af den lille øgruppe Tusenøyane, der ligger syd for Edgeøya.